# Маљано (Маса-Карара)
Маљано је насеље у Италији у округу Маса-Карара, региону Тоскана.
Према процени из 2011. у насељу је живело 127 становника. Насеље се налази на надморској висини од 398 м.